# Archaeoglobus profundus
Archaeoglobus profundus es un tipo de arquea que puede reducir sulfato. Se puede encontrar Archaeoglobus en campos petrolíferos de temperaturas altas, donde puede contribuir a acidificación. A. profundus crece litotróficamente, y aunque necesita acetato y CO2 para biosíntesis, es heterótrofo.